# 2194 Arpola
2194 Arpola је астероид главног астероидног појаса са средњом удаљеношћу од Сунца која износи 2,327 астрономских јединица (АЈ).
Апсолутна магнитуда астероида је 12,6.